# RM-15
La RM-15 o Autovía del Noroeste-Río Mula es una autovía autonómica de la Región de Murcia. Inicia su recorrido en el enlace con las autovías MU-30 y A-7, a la altura de Alcantarilla. Durante su recorrido bordea las poblaciones de Albudeite, Mula, Bullas y Cehegín. En su tramo final circunvala Caravaca de la Cruz por el sur, terminando su recorrido en el enlace con la carretera autonómica RM-730, que se dirige a la Puebla de Don Fadrique (Granada).
Se trata de la principal conexión de las poblaciones de la comarca del Noroeste con la ciudad de Murcia y gran parte de la Región de Murcia.
La autovía es un desdoblamiento de la antigua carretera comarcal C-415, que unía Ciudad Real con Murcia. Fue inaugurada en 2001.
El método de financiación de esta autovía es el peaje en sombra, mediante el cual la comunidad autónoma paga a la empresa concesionaria de la autovía en función del número de vehículos que transitan por la misma durante un número determinado de años.

## Tramos
| Denominación | Tramo                                                        | km   | Año servicio |
| ------------ | ------------------------------------------------------------ | ---- | ------------ |
| RM-15        | Alcantarilla A-7 - La Puebla de Mula                         | 18,5 | 2001         |
| RM-15        | Variante de Mula (Murcia) Tramo: La Puebla de Mula - El Niño | 12   | 2001         |
| RM-15        | El Niño - Caravaca de la Cruz                                | 31   | 2001         |

## Salidas

Mapa de la autovía, y del resto de la antigua C-415 y sus variantes

| Velocidad | Esquema | Salida | Sentido Caravaca                                       | Sentido Alcantarilla                               | Carretera            | Notas            |
| --------- | ------- | ------ | ------------------------------------------------------ | -------------------------------------------------- | -------------------- | ---------------- |
|           |         |        | RM-15                                                  | MU-30                                              |                      |                  |
|           |         |        | Mula 22 Caravaca de la Cruz 60                         | Murcia 15                                          | RM-15 A-7 E-15       |                  |
|           |         | 0b     |                                                        | Murcia                                             | A-7 E-15             |                  |
|           |         | 0a     |                                                        | Almería Granada                                    | A-7 E-15             |                  |
|           |         |        |                                                        |                                                    |                      |                  |
|           |         |        |                                                        |                                                    |                      |                  |
|           |         |        | Rambla Salada                                          | Rambla Salada                                      |                      |                  |
|           |         | 3      | camino de servicio                                     | zona de servicios                                  |                      |                  |
|           |         | 4      | Cañada Hermosa planta de residuos                      | Cañada Hermosa planta de residuos                  |                      |                  |
|           |         | 8      | Las Torres de Cotillas vía de servicio                 | Las Torres de Cotillas vía de servicio             | RM-B37               |                  |
|           |         |        | Trasvase Tajo-Segura                                   | Trasvase Tajo-Segura                               |                      |                  |
|           |         | 10     | Campos del Río                                         | Campos del Río                                     | RM-B11               |                  |
|           |         |        |                                                        |                                                    |                      | Radar en p.k. 13 |
|           |         | 13     | Albudeite Fuente Librilla centro penitenciario         | Albudeite Fuente Librilla centro penitenciario     | RM-B13 RM-C3         |                  |
|           |         | 14     | Albudeite                                              |                                                    | RM-531               |                  |
|           |         | 16     | camino del Morón                                       |                                                    |                      |                  |
|           |         |        | barranco Albudeite                                     | barranco Albudeite                                 |                      |                  |
|           |         |        |                                                        |                                                    |                      |                  |
|           |         | 17     | Puebla de Mula Baños de Mula                           | Puebla de Mula Baños de Mula                       | RM-516 RM-561        |                  |
|           |         |        | Río Mula                                               | Río Mula                                           |                      |                  |
|           |         | 20     | Mula (centro) Puebla de Mula - Pliego Yéchar - Archena | Mula (centro) Puebla de Mula Yéchar - Archena      | RM-515 RM-530 RM-516 |                  |
|           |         |        | Embalse de la Cierva                                   | Embalse de la Cierva                               |                      |                  |
|           |         | 30     | Mula (oeste) El Niño de Mula Pliego                    | Mula (oeste) El Niño de Mula Pliego                | RM-515 RM-516 RM-B27 |                  |
|           |         | 33     | Cieza Calasparra                                       | Cieza Calasparra                                   | RM-532 RM-552        |                  |
|           |         | 35     | vía de servicio                                        | vía de servicio                                    |                      |                  |
|           |         | 40     | Bullas (este)                                          | Bullas (centro)                                    |                      |                  |
|           |         | 41     | Bullas (centro) La Copa polígono industrial            | Bullas (centro) La Copa polígono industrial        | RM-B18               |                  |
|           |         | 43     | Bullas (oeste) El Chaparral                            | Bullas (oeste) El Chaparral                        |                      |                  |
|           |         |        | Rambla de los Muletos                                  | Rambla de los Muletos                              |                      |                  |
|           |         | 46     | vía de servicio Cristo del Carrascalejo                | vía de servicio Cristo del Carrascalejo            |                      |                  |
|           |         |        | Arroyo del Padre Pecador                               | Arroyo del Padre Pecador                           |                      |                  |
|           |         | 48     |                                                        | camino forestal                                    |                      |                  |
|           |         |        | Rambla Burete                                          | Rambla Burete                                      |                      |                  |
|           |         | 50     | Doña Inés La Paca                                      | Doña Inés La Paca                                  | RM-504               |                  |
|           |         |        | Río Quípar                                             | Río Quípar                                         |                      |                  |
|           |         | 53     | Cehegín (este)                                         | Cehegín (este)                                     |                      |                  |
|           |         | 55     | Cehegín (oeste)                                        | Cehegín (oeste)                                    | RM-517               |                  |
|           |         | 57     | Moratalla - Calasparra Caravaca (este) A-30 Madrid     | Moratalla - Calasparra Caravaca (este) A-30 Madrid | RM-714 RM-B36 RM-517 |                  |
|           |         | 61     | Caravaca (oeste)                                       | Caravaca (oeste)                                   | T-730                |                  |
|           |         |        | Lorca 57                                               | Mula 38 Murcia 75                                  | RM-15                |                  |
|           |         |        | RM-730                                                 | RM-15                                              |                      |                  |